# Finn Tveter
Finn Ivar Tveter (fædt 19. november 1947, død 30. juli 2018) var en norsk roer fra Oslo.
Tveter deltog første gang ved de olympiske lege i 1972 i München, hvor han var med i den norske firer med styrmand, der blev nummer ni. Bedre gik det for ham ved OL 1976 i Montreal, hvor han vandt sølv i firer uden styrmand sammen med Ole Nafstad, Arne Bergodd og Rolf Andreassen. De indledte med en fjerdeplads i første runde, men derefter vandt de deres opsamlingsheat og efterfølgende også semifinalen. I finalen blev den norske båd besejret af Østtyskland, der vandt guld, mens Sovjetunionen fik bronze.
Tveter vandt desuden én VM-medalje, en sølvmedalje i firer med styrmand ved VM 1970 i Canada.

## OL-medaljer
- 1976:  Sølv i firer uden styrmand